# Vít Kopřiva
Vít Kopřiva (* 15. června 1997 Bílovec) je český profesionální tenista. Na challengerech ATP a okruhu ITF vyhrál jedenáct titulů ve dvouhře a dva ve čtyřhře.
Na žebříčku ATP byl ve dvouhře nejvýše klasifikován v červnu 2025 na 78. místě a ve čtyřhře v říjnu 2022 na 261. místě. Trénuje ho Jaroslav Pospíšil.
V českém daviscupovém týmu debutoval v roce 2022 buenosaireskou světovou kvalifikací proti Argentině, v níž prohrál dvouhru s Federicem Coriou. Argentinci zvítězili 4–0 na zápasy. Odehrál i světovou kvalifikaci 2024 proti Izraeli. Do září 2025 v soutěži nastoupil k dvěma mezistátním utkáním s bilancí 1–1 ve dvouhře a 0–0 ve čtyřhře.

## Tenisová kariéra
Začínal v tenisovém oddílu TJ Spartak Bílovec, kde ho trénoval Jiří Kvita, otec Petry Kvitové. V hlavní soutěži na okruhu ATP Tour debutoval červencovým Swiss Open Gstaad 2021. Z pozice kvalifikanta, a na žebříčku ATP klasifikovaný na 249. místě, přehrál na úvod Švýcara Niklese, aby ve druhém kole nečekaně přehrál turnajovou jedničku a světovou desítku Denise Shapovalova. Ve čtvrtfinále ztratil pouze jednu hru proti Švédovi Ymerovi a jako druhý hráč od roku 2012 postoupil při premiéře na hlavním mužském okruhu do semifinále, kde jej zastavil pozdější vítěz Casper Ruud.
V červnu vyhrál prostějovský challenger UniCredit Czech Open 2022, když ve finále přehrál Dalibora Svrčinu ve dvou setech.

## Tituly na challengerech ATP
| Legenda                |
| ---------------------- |
| Challengery (6 D; 2 Č) |

### Dvouhra (6 titulů)
| Č. | datum         | turnaj           | okruh      | povrch | poražený finalista | výsledek           |
| -- | ------------- | ---------------- | ---------- | ------ | ------------------ | ------------------ |
| 1. | červen 2022   | Prostějov, Česko | Challenger | antuka | Dalibor Svrčina    | 6–2, 6–2           |
| 2. | červenec 2023 | Verona, Itálie   | Challenger | antuka | Vitalij Sačko      | 1–6, 7–6(7–3), 6–2 |
| 3. | září 2023     | Tulln, Rakousko  | Challenger | antuka | Sumit Nagal        | 6–2, 6–4           |
| 4. | září 2024     | Štětín, Polsko   | Challenger | antuka | Andrea Pellegrino  | 7–5, 6–2           |
| 5. | listopad 2024 | Lima, Peru       | Challenger | antuka | Elmer Moeller      | 6–3, 7–6(7–3)      |
| 6. | březen 2025   | Neapol, Itálie   | Challenger | antuka | Luciano Darderi    | 3–6, 6–3, 7–6(7–4) |

### Čtyřhra (2 tituly)
| Č. | datum       | turnaj             | okruh      | povrch | spoluhráč         | poražení finalisté                      | výsledek         |
| -- | ----------- | ------------------ | ---------- | ------ | ----------------- | --------------------------------------- | ---------------- |
| 1. | červen 2021 | Milán, Itálie      | Challenger | antuka | Jiří Lehečka      | Dustin Brown Tristan-Samuel Weissborn   | 6–4, 6–0         |
| 2. | září 2022   | Braga, Portugalsko | Challenger | antuka | Jaroslav Pospíšil | Džívan Nedunčežijan Christopher Rungkat | 3–6, 6–3, [10–4] |